# Towa Uzawa
Towa Uzawa (japanisch 鵜澤 飛羽 Uzawa Towa; * 25. November 2002 in der Präfektur Miyagi) ist ein japanischer Leichtathlet, der sich auf den Sprint spezialisiert hat. 2023 und 2025 wurde er Asienmeister im 200-Meter-Lauf.

## Sportliche Laufbahn
Erste internationale Erfahrungen sammelte Towa Uzawa im Jahr 2023, als er bei den Asienmeisterschaften in Bangkok in 20,23 s auf Anhieb die Goldmedaille im 200-Meter-Lauf gewann und damit einen neuen Meisterschaftsrekord aufstellte. Anschließend erreichte er bei den Weltmeisterschaften in Budapest das Halbfinale über 200 Meter und schied dort mit 20,33 s aus. Im Jahr darauf siegte er in 20,40 s beim Seiko Golden Grand Prix über 200 Meter und schied dann im August bei den Olympischen Sommerspielen in Paris mit 20,54 s im Semifinale aus. Bei den World Athletics Relays 2025 in Guangzhou verhalf er der 4-mal-100-Meter-Staffel zum Finaleinzug. Anschließend verteidigte er bei den Asienmeisterschaften in Gumi mit neuem Meisterschaftsrekord von 20,12 s seinen Titel über 200 Meter.
In den Jahren 2023 und 2024 wurde Uzawa japanischer Meister im 200-Meter-Lauf.

## Persönliche Bestzeiten
- 100 Meter: 10,25 s (+0,1 m/s), 19. September 2024 in Kawasaki
- 200 Meter: 20,12 s (+0,8 m/s), 31. Mai 2025 in Gumi